# Stanišinci
Stanišinci (izvirno srbsko Станишинци) je naselje v Srbiji, ki upravno spada pod Občino Vrnjačka Banja; slednja pa je del Raškega upravnega okraja.

## Demografija
V naselju, katerega izvirno (srbsko-cirilično) ime je Станишинци, živi 346 polnoletnih prebivalcev, pri čemer je njihova povprečna starost 48,4 let (46,3 pri moških in 50,7 pri ženskah). Naselje ima 154 gospodinjstev, pri čemer je povprečno število članov na gospodinjstvo 2,54.
To naselje je, glede na rezultate popisa iz leta 2002, večinoma srbsko, a v času zadnjih treh popisov je opazno zmanjšanje števila prebivalcev.
|  |

| Demografija | Demografija     | Demografija     |
| Leto        | Št. prebivalcev | Št. prebivalcev |
| ----------- | --------------- | --------------- |
|             |                 |                 |
|             |                 |                 |
|             |                 |                 |
|             |                 |                 |
| 1948        | 934             |                 |
| 1953        | 935             |                 |
| 1961        | 922             |                 |
| 1971        | 772             |                 |
| 1981        | 665             |                 |
| 1991        | 473             | 472             |
| 2002        | 394             | 391             |
|             |                 |                 |

| Etnična sestava po popisu iz leta 2002 | Etnična sestava po popisu iz leta 2002 | Etnična sestava po popisu iz leta 2002 | Etnična sestava po popisu iz leta 2002 | Etnična sestava po popisu iz leta 2002 |
| -------------------------------------- | -------------------------------------- | -------------------------------------- | -------------------------------------- | -------------------------------------- |
| Srbi                                   | Srbi                                   |                                        | 387                                    | 98,97%                                 |
| Črnogorci                              | Črnogorci                              |                                        | 1                                      | 0,25%                                  |
| Hrvati                                 | Hrvati                                 |                                        | 1                                      | 0,25%                                  |
| Madžari                                | Madžari                                |                                        | 1                                      | 0,25%                                  |
| Jugoslovani                            | Jugoslovani                            |                                        | 1                                      | 0,25%                                  |
| Neznano                                | Neznano                                |                                        | 0                                      | 0,0%                                   |